# Polystichum chaparense
Polystichum chaparense là một loài dương xỉ trong họ Dryopteridaceae. Loài này được M.Kessler & A.R.Sm. mô tả khoa học đầu tiên năm 2005.
Danh pháp khoa học của loài này chưa được làm sáng tỏ. 